# Stagecoach Group
Stagecoach Group plc (LSE: SGC) é um aglomerado internacional de transportes que opera serviços rodo e ferroviários de vários tipos. Fundado em 1980 pelo atual presidente, Brian Souter, juntamente com Ann e Robin Gloag, o grupo tem a sua sede na cidade de Perth, na Escócia, e é detentora de várias empresas subsidiárias no Reino Unido, Estados Unidos e Canadá.
A lista abaixo mostra os países que StageCoach já operou ou opera:
| StageCoach                    | Secções (Autocarros) | Secções (Comboios/Elétricos) | Total de secções |
| ----------------------------- | -------------------- | ---------------------------- | ---------------- |
| Londres                       | 18                   | 9                            | 27               |
| América do Norte              | 3                    | 0                            | 3                |
| Outros (incluindo encerrados) | 9                    | 0                            | 9                |